# Brdarica
Brdarica (em cirílico: Брдарица) é uma vila da Sérvia localizada no município de Koceljeva, pertencente ao distrito de Mačva, na região de Tamnava. A sua população era de 1180 habitantes segundo o censo de 2011.

## Demografia
| 1948  | 1953  | 1961  | 1971  | 1981  | 1991  | 2002  | 2011  |
| ----- | ----- | ----- | ----- | ----- | ----- | ----- | ----- |
| 1 603 | 1 710 | 1 753 | 1 675 | 1 690 | 1 618 | 1 519 | 1 180 |